# Adult Beginners
Pour plus de détails, voir Fiche technique et Distribution.
Adult Beginners est un film américain réalisé par Ross Katz, sorti en 2014.

## Synopsis
Après l'écroulement financier de son entreprise, un homme d'affaires ruiné et désemparé s'installe à Manhattan chez sa sœur enceinte, son beau-frère et son neveu de 3 ans dont il devient le nounou.

## Fiche technique
Sauf indication contraire, les informations mentionnées dans cette section peuvent être confirmées par la base de données cinématographiques IMDb,  présente dans la section « Liens externes ».
- Titre : Adult Beginners
- Réalisation : Ross Katz
- Scénario : Jeff Cox et Liz Flahive
- Photographie : Vanja Cernjul
- Montage : Paul Frank
- Musique : Marcelo Zarvos (en)
- Production : Jared Ian Goldman, Nick Kroll, Pau Bernon, Sam Slater, Marcus Cox et Karrie Cox
- Sociétés de production : Burn Later Productions, Duplass Brothers Production et Through Films
- Société de distribution : The Weinstein Company
- Pays de production :  États-Unis
- Langue : anglais
- Format : couleur
- Genre : comédie
- Durée : 90 minutes
- Dates de sortie :
  - États-Unis :
    - 8 septembre 2014 Festival international du film de Toronto 2014
    - 24 avril 2015

  - France : 1er octobre 2015 (DVD)

## Distribution
- Rose Byrne (VF : Chantal Macé) : Justine
- Nick Kroll (VF : Tanguy Goasdoué) : Jake
- Bobby Cannavale (VF : Constantin Pappas) : Danny
- Joel McHale (VF : Alexis Victor) : Hudson
- Caleb et Matthew Paddock : Teddy
- Paula Garcés (VF : Delphine Braillon) : Blanca
- Jane Krakowski : Miss Jenn
- Jason Mantzoukas (VF : Laurent Morteau) : Herman
- Bobby Moynihan (VF : Jérôme Wiggins) : Paul
- Josh Charles (VF : Maurice Decoster) : Phil
- Neil Casey : Neil
- Mike Birbiglia : Braden
- Caitlin Fitzgerald : Kat
- Jeffrey DeMunn : Bill
- David Bernon : Chuck
- Sarah Steele : Sarah
- Celia Weston (VF : Cathy Cerdà) : Joy
- Danielle Slavick : Ellen
- Julie White (VF : Blanche Ravalec) : Shirley
- Fred Melamed : Narrateur

 Source et légende : version française (VF) sur RS Doublage